# Code d'honneur du Légionnaire (France)
Le Code d'honneur du Légionnaire fut établi dans les années 1980 et comporte sept articles. Il est remis aux engagés volontaires qui l'apprendront par cœur, en français, au cours de l'instruction.

## Articles
- Art. 1 - Légionnaire, tu es un volontaire, servant la France avec honneur et fidélité[1].
- Art. 2 - Chaque légionnaire est ton frère d'armes, quelles que soient sa nationalité, sa race, sa religion. Tu lui manifestes toujours la solidarité étroite qui doit unir les membres d'une même famille.
- Art. 3 - Respectueux des traditions, attaché à tes chefs, la discipline et la camaraderie sont ta force, le courage et la loyauté tes vertus.
- Art. 4 - Fier de ton état de légionnaire, tu le montres dans ta tenue toujours élégante, ton comportement toujours digne mais modeste, ton casernement toujours net.
- Art. 5 - Soldat d'élite, tu t'entraînes avec rigueur, tu entretiens ton arme comme ton bien le plus précieux, tu as le souci constant de ta forme physique.
- Art. 6 - La mission est sacrée, tu l'exécutes jusqu'au bout à tout prix.
- Art. 7 - Au combat, tu agis sans passion et sans haine, tu respectes les ennemis vaincus, tu n'abandonnes jamais ni tes morts, ni tes blessés, ni tes armes.